# Seznam ameriških igralcev (J)
Jeremy Jackson - Janet Jackson - Jennifer Jackson - Jonathan Jackson (igralec) - Joshua Jackson - Kate Jackson - Mary Jackson - Mary Ann Jackson - Sammy Jackson - Samuel L. Jackson - Sherry Jackson - Glen Jacobs - Nicole Jaffe - Sam Jaffe (igralec) - Dean Jagger - Brion James - Kevin James - Thomas Jane - Conrad Janis - Elsie Janis - Allison Janney - David Janssen - Claude Jarman mlajši - Gabriel Jarret - Jennifer Jason Leigh - Billy Jayne - Myles Jeffrey - Anne Jeffreys - Herbert Jeffreys - Annalee Jefferies - Allen Jenkins - Richard Jenkins - Jennifer Schwalbach - Claudia Jennings - Penny Johnson Jerald - Adele Jergens - George Jessel (igralec) - Michael Jeter - Isabel Jewell - Ann Jillian - Pennelope Jimenez - Robert Joel - Scarlett Johansson - John Doman - Tylyn John - Amy Jo Johnson - Anne-Marie Johnson - Arte Johnson - Ashley Johnson - Ben Johnson (igralec) - Brad Johnson - Debi Johnson - Don Johnson - Dwayne Johnson - Echo Johnson - Lynn-Holly Johnson - Rafer Johnson - Russell Johnson - Tor Johnson - Van Johnson - Kristen Johnston - JoJo - Angelina Jolie - Frankie Jonas - Kevin Jonas - Joe Jonas - Nick Jonas - Jonathan Winters - L.Q. Jones - Anissa Jones - Ben Jones (igralec) - Buck Jones - Carolyn Jones - Cherry Jones - Dean Jones (igralec) - Eddie Jones (igralec) - James Earl Jones - Janet Jones - January Jones - Jeffrey Jones - Lauren Jones - Mickey Jones - Orlando Jones - Robert Earl Jones - Sam J. Jones - Shirley Jones - Tommy Lee Jones - Kathryn Joosten - Leslie Jordan - Michael B. Jordan - Will Jordan - Allyn Joslyn - Milla Jovovich - Leatrice Joy - Brenda Joyce (igralka) - Ashley Judd - Christopher Judge - Janet Julian - Rupert Julian - Gordon Jump - Victoria Justice - 